# Tobias Gustavsson
Tobias Gustavsson (geboren 1973 in Falköping) ist ein schwedischer Künstler, Musikproduzent und Komponist.

## Leben
Tobias Gustavsson ist in Falköping geboren und aufgewachsen, wo er Anfang der 1990er Jahre und seit 2021 in der Rockband Nestor ist.
Er nahm 2004 als eine Hälfte des Duos Itchycoo mit dem Song Super Mega Nova am schwedischen Melodifestivalen 2004 teil.
Er schrieb zusammen mit Michel Zitron den Song Jennie Let Me Love You für die schwedische Boyband E.M.D., die 2009 den schwedischen Grammy für den besten Song gewann.

## Bandmitgliedschaft
- Nestor
- Itchycoo
- Straight Frank

## Arbeiten
- 2004 – Itchycoo                – Super Mega Nova
- 2008 – Danny – Radio
- 2008 – E.M.D.                  – Jennie Let Me Love You